# Hypsicera major
Hypsicera major är en stekelart som först beskrevs av Pierre L. G. Benoit 1954.  Hypsicera major ingår i släktet Hypsicera och familjen brokparasitsteklar. Inga underarter finns listade i Catalogue of Life.